# Barrage des Saints-Peyres
Le barrage des Saints-Peyres appartient au Groupement d'exploitation hydraulique Tarn-Agout, lui-même intégré au sein de l'Unité de production Sud-Ouest d'EDF. L'UP Sud-Ouest regroupe 87 barrages et emploie 700 agents. Le GEH Tarn-Agout est pour sa part composé de 20 barrages qui mobilisent 152 salariés.

## Géographie
Le barrage est rattaché à la commune Le Vintrou, non loin de la ville de Mazamet, dans le département du Tarn (81). Il s'intègre aux paysages de la Montagne noire, près du pic de Montaud.
Par ailleurs, le site officiel du Comité régional de tourisme de Midi-Pyrénées, rappelle que « le lac des Saints-Peyres est une retenue de barrage de 2e catégorie piscicole, renommé au niveau national pour la pêche des carnassiers ».

## Histoire
La construction de l'édifice a commencé en 1931 et les travaux se sont poursuivis jusqu'en 1934 ; son inauguration officielle a eu lieu en 1935.
Selon Henri Mesplou, directeur EDF Hydraulique Tarn-Agout, « l’année 2013 aura été exceptionnelle (…) EDF Hydraulique Tarn-Agout aura investi 17,6 millions d’euros apportant une bouffée d’oxygène au tissu économique » de la région.

## Caractéristiques techniques
Le barrage des Saints-Peyres est un barrage de type poids, il mesure 60 mètres de haut et fait partie des 33 barrages de l'UPSO qui dépassent les 20 mètres.
On estime sa capacité de retenue d’eau du lac des Saints-Peyres à 35 hm3.